# Vogtland
Vogtland (pronunciación en alemán: /ˈfoːktlant/ⓘ;) es una región que ocupa la superficie alrededor del punto fronterizo entre los estados federales de Sajonia, Turingia y Baviera en Alemania, y la región de Cheb en la República Checa.

## Historia
El nombre dado a esta región procede de la denominación histórica dada a la zona debido a la comarca del Vögte procedente del Weida, Gera y Plauen. Sobre la denominación histórica dada al "Vogtland bohemia" no queda clara y los historiadores disputan con diversas teorías. Es un hecho que el rey de Bohemia en el año 1322 Luis de Baviera concedió la administración a los habitantes de Egerlands que posteriormente se trasladaron a Vögten.

## Literatura
- Gerhard Billig: Pleißenland - Vogtland. Das Reich und die Vögte. Untersuchungen zu Herrschaftsorganisation und Landesverfassung während des Mittelalters unter dem Aspekt der Periodisierung. Vogtland-Verlag, Plauen 2002. ISBN 3-928828-22-3
- Robert Eisel: Sagenbuch des Voigtlandes. 1030 Sagen aus dem Vogtland. Verlag Rockstuhl, Bad Langensalza 1871, 2003 (Repr.). ISBN 3-936030-68-5
- Georg F. Lotter: Historische Karte des Vogtlandes 1757. Das Vogtland. Reuss-Plauischen-Herrschaften. Rockstuhl, Bad Langensalza 1757, 1998 (Repr.). ISBN 3-932554-09-4
- Johannes Richter, Die Vögte von Weida, Gera, Plauen und Plauen-Reuß. In: Vogtländische Heimatblätter. Plauen 17.1997, 2, 18-21.
- Johannes Richter: Wie das Vogtland kursächsisch wurde. Teil 1. In: Vogtländische Heimatblätter. Plauen 17.1997,4, 11-13. - Teil 2. In: Vogtländische Heimatblätter. Plauen 17.1997,5, 4-6. - Teil 3. In: Vogtländische Heimatblätter. Plauen 17.1997,6, 12-14.
- Johannes Richter: Zum Stand der Wüstungsforschung im sächsischen Vogtland. In: Sächsische Heimatblätter. Gumnior, Chemnitz 33.1987,5, 216-219.
- Werner Schmidt (Hrsg.): Das östliche Vogtland. Werte der deutschen Heimat. Bd 59. Hermann Böhlaus Nachfolger, Weimar 1998. ISBN 3-7400-0938-1
- Brigitte Unger u.a. (Hrsg.): Der Vogtlandatlas. Regionalatlas zur Natur, Geschichte, Bevölkerung, Wirtschaft und Kultur des Sächsischen Vogtlandes. Gumnior, Chemnitz ²2004. ISBN 3-937386-02-5
- Dietrich Zühlke u.a.: Das obere Vogtland. Werte unserer Heimat. Bd. 26. Akademie-Verlag, Berlín 1976. Bestell-Nr. 752 691 5 (2084/26), LSV 5235
- Horst Fröhlich (Leitung) u.a.: Plauen und das mittlere Vogtland. Werte unserer Heimat. Bd. 44. Akademie-Verlag, Berlín 1986. ISBN 3-05-000146-1
- Gerhard Hempel in Verbindung mit Henriette Joseph u. Haik Thomas Porada (Hrsg.): Das nördliche Vogtland um Greiz. Landschaften in Deutschland. Werte der deutschen Heimat. Bd. 68. Böhlau Verlag, Köln Weimar Wien. ISBN 3-412-09003-4